# Spacemen 3
Gli Spacemen 3 sono stati un gruppo inglese fondato nel 1982, a Rugby, nel Warwickshire, da Peter Kember e Jason Pierce.
La band, completata da altri due musicisti ha subito, nel corso degli anni, diversi cambi di line up, che però non hanno mai riguardato i due membri fondatori Kember e Pierce, ribattezzatisi per l’occasione rispettivamente Sonic Boom e J.Spaceman.
Gli Spacemen 3 pubblicarono il loro primo disco nel 1986, dal titolo Sound Of Confusion. Dopo quattro album, a causa di dispute interne, nel 1991 la band decise di sciogliersi.

## Storia
Conosciutisi al Rugby Art College, nell'autunno del 1982, Peter Kember e Jason Pierce, entrambi sedicenni, reclutano il batterista Tim Morris ed il bassista Pete Bain (già assieme nei Noise on Independent Street) e formano la band, che inizialmente adotta il nome The Spacemen.
Dopo le prime performance live, nell'autunno del 1983 Bain e Morris lasciano il gruppo per unirsi ad una nuova band locale, The Push. Con il nuovo batterista, Nicholas "Natty" Brooker, Kember e Pierce continuano come trio, cambiando il loro nome nel definitivo Spacemen 3. Nel 1984, la band registra le prime canzoni (Walkin with Jesus, Come down easy e Thing'll never be the same), raccolte nel demo tape intitolato For All The Fucked Up Children Of The World We Give You Spacemen 3, prodotto in alcune centinaia di copie e successivamente ripubblicato, in modo non ufficiale, nel 1995 dall'etichetta Sympathy for the Record Industry.
Già da questi primi lavori, il suono degli Spacemen 3, prende spunto dal rivoluzionario sound dei Jesus And Mary Chain e dalle loro melodie intrise di feedback chitarristico, unito ad una rielaborazione del rock psichedelico anni sessanta (in particolare dal garage-rock di band quali 13th Floor Elevator e Red Crayola), con tentazioni minimaliste e rivisto secondo influenze post-punk.
Nel luglio del 1986 esce il loro primo album in studio, dal titolo Sound of Confusion. Pubblicato dall'etichetta Glass Records (in seguito ristampato, nel 1994, dalla Taang! con l'aggiunta di quattro bonus tracks), segna il ritorno nella band del bassista Pete "Bassman" Bain. Registrato a Birmingham, con un budget di appena mille sterline, il disco venne prodotto da Bob Lamb e completato in soli cinque giorni, due dei quali dedicati al missaggio finale. Composto da 7 brani, quattro inediti e tre cover (Roller Coaster dei 13th Floor Elevators, Little Doll degli Stooges e Mary Anne dei Juicy Lucy), l'album è caratterizzato essenzialmente da un sound grezzo e distorto, vere e proprie cavalcate psycho-noise con brani incentrati per lo più su riff sovrapposti atti a creare stratificazioni reiterate che giocano sulla ripetizione e su una sorta di effetto trance chitarristico.
All'album di debutto, nel novembre del 1986, fa seguito l'Ep Walkin' with Jesus. Registrato a Piddington, nei pressi di Northampton, nello studio di Carlo Marocco, il disco segna la prima registrazione prodotta direttamente da Peter Kember e Jason Pierce, che da quel momento in poi gestiranno in proprio tutte le future produzioni della band. L'EP, composto di soli tre brani, ma con una durata complessiva che si aggira sulla mezz'ora (con una versione live di Roller Coaster, della durata di 17 minuti), segna probabilmente il punto di svolta nel sound della band, meno grezzo e più maturo e strutturato, soprattutto nella title track.
Il 1986 segna anche il momento in cui, il chitarrista e leader Peter Kember, decide di abbandonare artisticamente il suo nome in favore del suo alias Sonic Boom. Come anche il bassista Pete Bain, che opta invece per lo pseudonimo Pete Bassman.
nel 1987, con il loro secondo album, The Perfect Prescription, gli Spacemen 3 danno vita a quello che forse verrà ricordato come il loro lavoro migliore: un concept sull'effetto di droghe e allucinogeni che, tra esplosioni elettriche e momenti acustici, diventa un viaggio lisergico nella psichedelia più pura; da rimarcare il cameo di Lou Reed in Ode To Street Hassle.
La band diventa così il punto di riferimento per il movimento neopsichedelico da cui trarranno ispirazione gruppi quali The Brian Jonestown Massacre e Asteroid#4. Meno fresco dal punto di vista compositivo ma di altrettanto elevato valore artistico risulta il successivo Playing with Fire, che vede al basso Willie Carruthers e l'assenza di una sezione di batteria. Il terzo lavoro segna anche il declino della band, con attriti tra Pierce e Kember. L'ultima fase del gruppo vedrà il tentativo di pervenire a una formula capace di contaminazioni con le istanze dell'elettronica in voga nel periodo (su tutte il genere house), il loro ultimo album Recurring (1991) vede un lato occupato da composizioni del solo Pierce e l'altro da brani scritti da Kimber.
Dopo lo scioglimento del gruppo, Pierce fonda il gruppo degli Spiritualized, mentre Kember è attivo con diversi progetti sperimentali, utilizzando il suo nome d'arte, Sonic Boom, ma anche Spectrum ed Experimental Audio Research.

## Formazione
- Peter 'Sonic Boom' Kember - voce, chitarra, organo
- Jason Pierce - voce, chitarra, organo
- Mark Refoy - chitarra (1990)
- Pete 'Bassman' Bain - basso (1983-1984/1986-1988)
- Will Carruthers - basso (1988-1990)
- Tim Morris - batteria (1983)
- Nicholas Brooker - batteria, percussioni (1984-1986)
- Sterling 'Rosco' Roswell - batteria (1987-1988)
- Jonny Mattock - batteria (1989-1990)

## Discografia

### Album
- 1986 - Sound of Confusion (Glass)
- 1987 - The Perfect Prescription (Glass)
- 1989 - Playing with Fire (Fire Records)
- 1991 - Recurring (Fire Records)

### Singoli e EP
- 1986 - Walkin' With Jesus (Glass)
- 1987 - Transparent Radiation (Glass)
- 1988 - Take Me To The Other Side (Glass)
- 1988 - Revolution (Fire Records)
- 1989 - Threebie 3 (Fierce)
- 1989 - Hypnotized / Just To See You Smile (Fire Records)
- 1990 - Big City (Fire Records)
- 1991 - I Love You / Sometimes (The Catalogue)
- 2008 - DJ Tones EP (Space Age)

### Live e raccolte
- 1988 - Performance (Live al Melkweg di Amsterdam) (Glass)
- 1990 - Dreamweapon: An Evening of Contemporary Sitar Music (Live a Brentford) (Fierce)
- 1995 - Live In Europe 1989 (Space Age)
- 1995 - Translucent Flashbacks – The Glass Singles (Raccolta dei primi tre singoli) (Fire)
- 2004 - Forged Prescriptions (Demo e versioni alternative di Perfect Prescription) (Space Age)

### Album non-ufficiali
- 1990 - Taking Drugs to Make Music to Take Drugs To (Versioni alternative di Sound of Confusion) (Father Yod)
- 1991 - Losing Touch with Your Mind (Raccolta di demo, alternative takes ecc.)
- 1995 - For All the Fucked-Up Children of This World We Give You Spacemen 3 (Raccolta di demo del primo periodo)
- 1995 - Revolution or Heroin (Bootleg live)
- 2005 - How the Blues Should've Turned Out (Raccolta di demo e alternaive takes)